# Діти боярські
Діти боярські (рос. дети боярские) — соціальний прошарок служивих людей, що існував у Північно-Східній Русі та Московському царстві з кінця XIV до початку XVIII століття. Вони займали проміжне становище між вищим боярством та нижчими верствами населення, становлячи основну масу провінційного дворянства.

## Походження та етимологія
Термін «діти боярські» вперше згадується у літописах під 1259 роком у Новгороді. Це не вказувало на пряме родинне походження від бояр у буквальному сенсі, а скоріше на їхній статус «молодших» або «служивих» бояр, які перебували на службі у князя, боярина чи церкви. Вони походили з дрібних служивих людей, а також збіднілих боярських або молодших членів князівських родин.

## Соціальний статус та організація
Діти боярські були військово-служивим станом. За свою службу вони отримували від князів, бояр чи церкви помістя — земельні наділи, які надавалися за умови несення військової або іншої державної служби. З XVI століття багато з них вже були вотчинниками, тобто власниками родових земель.
У XVI столітті діти боярські поділялися на:
1. Дворові діти боярські: ті, хто служив при дворі великого князя або царя. Вони належали до вищої частини цього прошарку.
2. Городові діти боярські: провінційні дворяни, які служили у містах та повітах. Вони складали основну масу кінного війська.

Вони були зобов'язані нести військову службу з 15 років, а за певну площу землі (близько 50 гектарів) повинні були виставляти одного кінного воїна, а за більшу площу — відповідно більше людей.

## Роль у Московському царстві
Діти боярські відігравали ключову роль у формуванні Московського війська, особливо з другої половини XV століття, коли на зміну дружинам і городовим полкам прийшли невеликі феодально організовані групи. Вони становили основу кінноти та служили в різних військових і адміністративних установах. Вони також могли обіймати посади воєвод, суддів у приказах, брати участь у посольствах.
З часом, у міру централізації Московської держави та уніфікації служивого стану, відмінності між різними категоріями дворянства (включаючи бояр, дітей боярських та інших) поступово стиралися. На початку XVIII століття за часів Петра І старі станові групи були ліквідовані, і всі вони об'єдналися в єдиний стан — дворянство.

## Діти боярські на українських землях
На українських землях, зокрема на Слобожанщині, також відомі поселення, засновані «дітьми боярськими» Московського царства, які осідали на цих територіях для захисту південних кордонів від набігів кримських та ногайських татар. Ці люди згодом стали основою категорії «однодворців», які займали проміжне становище між дворянами та селянами.